# Evolució
Per a una introducció accessible al tema que cobreix aquest article, vegeu Introducció a l'evolució.
L'evolució és el procés segons el qual els caràcters hereditaris d'una població d'organismes canvien amb el pas de les generacions. Aquests caràcters són l'expressió dels gens que es transmeten de progenitors a descendents en la reproducció. Una mateixa població pot presentar tota una gamma de caràcters diferents com a resultat de les mutacions, la recombinació genètica i altres causes de variació genètica. L'evolució es produeix quan processos evolutius com la selecció natural (incloent-hi la selecció sexual i la deriva genètica) actuen sobre aquesta variació i alteren la freqüència de determinats caràcters en el si d'una població. L'evolució ha donat peu a la biodiversitat que es pot observar a tots els nivells d'organització biològica, incloent-hi les espècies, els organismes individuals i les molècules.
La teoria científica de l'evolució per selecció natural fou concebuda de manera independent per Charles Darwin i Alfred Russel Wallace a mitjans del segle xix i exposada en detall a L'origen de les espècies, de Darwin. El primer concepte de l'evolució per selecció natural sorgí de l'observació que els organismes engendren més descendents dels que poden sobreviure. Això entronca amb tres fets observables sobre els éssers vius: 1) els caràcters morfològics, fisiològics i etològics varien d'un individu a l'altre (variació fenotípica); 2) els diferents caràcters tenen diferents efectes sobre la supervivència i l'èxit reproductiu dels organismes (aptitud diferencial); i 3) els caràcters es poden transmetre de generació en generació (heretabilitat de l'aptitud).
Hi ha dos mecanismes principals que impulsen l'evolució. El primer és la selecció natural, un procés que crea caràcters heretables que són útils per sobreviure i reproduir-se, que fan que l'organisme esdevingui més comú en una població, i caràcters perjudicials que el fan més rar. Això passa perquè els individus amb caràcters avantatjosos tenen més possibilitats de reproduir-se, de manera que més individus de la generació següent heretaran aquests caràcters. Al llarg de moltes generacions, apareixen adaptacions per una combinació de petits canvis aleatoris successius en els caràcters i la selecció natural de les variants més ben adaptades al seu ambient. El segon és la deriva genètica, un procés independent que causa canvis aleatoris en la freqüència d'un caràcter en una població. La deriva genètica resulta del joc de probabilitats implicat en si un determinat caràcter serà transmès a mesura que els individus sobreviuen i es reprodueixen. Tot i que els canvis produïts en una única generació per la deriva i la selecció són petits, amb cada generació s'acumulen diferències que poden, amb el pas del temps, causar canvis substancials en els organismes.
Una espècie es pot definir com un grup d'organismes que es poden reproduir entre si i produir descendència fèrtil. Quan una espècie queda separada en poblacions que no poden aparellar-se entre si, les mutacions, la deriva genètica i la selecció natural causen una acumulació de diferències amb el pas de les generacions i l'aparició de noves espècies. Les semblances entre els organismes suggereixen que totes les espècies conegudes descendeixen d'un avantpassat comú (o d'un patrimoni gènic ancestral) per aquest procés de divergència gradual.
La biologia evolutiva documenta el fet que l'evolució té lloc, desenvolupa i posa a prova teories que n'expliquen les causes. Els estudis del registre fòssil i la diversitat dels organismes havien convençut la majoria de científics de mitjans del segle xix que les espècies canviaven amb el temps. Tanmateix, el mecanisme que provocava aquests canvis romangué poc clar fins que el 24 de novembre del 1859 es publicà l'obra de Charles Darwin L'origen de les espècies, que descrivia la teoria de l'evolució per selecció natural. L'obra de Darwin ràpidament portà a una acceptació aclaparadora de l'evolució dins de la comunitat científica. A la dècada del 1930, la selecció natural darwiniana es combinà amb les lleis de Mendel per formar la síntesi evolutiva moderna, amb què es traçà la connexió entre les «unitats» de l'evolució (gens) i el «mecanisme» de l'evolució. Aquesta potent teoria explicativa i predictiva dirigeix la investigació proposant constantment noves preguntes, i ha esdevingut el principi organitzador central de la biologia moderna, oferint una explicació unificada de la diversitat de la vida a la Terra.

## Herència genètica

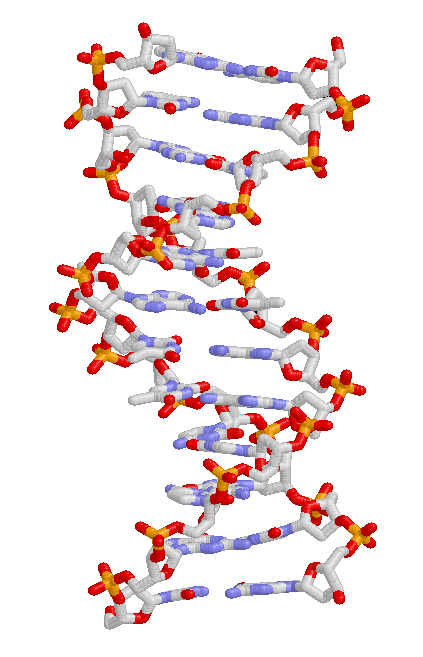
Estructura de l'ADN. Les bases es troben al centre, envoltades de cadenes de fosfats-sucres en una doble hèlix

L'evolució dels organismes es produeix per mitjà de canvis en petits caràcters, els trets particulars d'un organisme. En els humans, per exemple, el color dels ulls és una característica heretable que els individus poden heretar del pare o de la mare. Els caràcters heretables són controlats pels gens, i el conjunt dels gens en el genoma d'un organisme rep el nom de «genotip».
El conjunt de caràcters observables que formen l'estructura i el comportament d'un organisme rep el nom de «fenotip». Aquests caràcters provenen de la interacció del genotip amb l'ambient. Per tant, no tots els aspectes del fenotip són heretats. La pell bronzejada és el resultat de la interacció entre el genotip d'una persona i la llum solar; així doncs, els bronzejats no són transmesos als fills. Tanmateix, diferents persones tenen diferents respostes a la llum solar, causades per diferències en el seu genotip; un exemple notable en són els individus amb el caràcter heretat de l'albinisme, que no es bronzegen i que són altament sensibles a les insolacions.
Els caràcters heretables es transmeten d'una generació a l'altra per l'ADN, una molècula capaç de codificar informació genètica. L'ADN és un polímer compost de quatre tipus de bases. La seqüència de bases en una determinada molècula d'ADN especifica la informació genètica, de manera semblant a com una seqüència de lletres especifica un text o una seqüència d'octets especifica un programa d'ordinador. Les parts d'una molècula d'ADN que especifiquen una única unitat funcional reben el nom de «gens»: els diferents gens tenen distintes seqüències de bases. Dins de les cèl·lules, les llargues cadenes d'ADN s'associen amb proteïnes per formar estructures condensades denominades «cromosomes». Una ubicació específica dins d'un cromosoma rep el nom de «locus». Si la seqüència d'ADN en un determinat locus varia entre individus, les diferents formes d'aquesta seqüència reben el nom d'«al·lels». Les seqüències d'ADN poden canviar a causa de mutacions i produeixen nous al·lels. Si una mutació té lloc dins d'un gen, el nou al·lel pot afectar el caràcter controlat pel gen i alterar el fenotip de l'organisme. Tanmateix, tot i que aquesta senzilla correspondència entre un al·lel i un caràcter funciona en alguns casos, la majoria de caràcters són més complexos i estan controlats per diversos gens en interacció.

## Variació
El fenotip, comunament entès com l'aspecte, d'un organisme individual és el resultat de la interacció entre el seu genotip i la influència de l'ambient en què ha viscut. Una part significativa de la variació en els fenotips d'una població es deu a diferències entre els genotips. La síntesi evolutiva moderna defineix l'evolució com el canvi en aquesta variació genètica al llarg del temps. La freqüència d'un al·lel determinat fluctua i esdevé més o menys prevalent en relació amb altres formes del mateix gen. Les forces evolutives actuen dirigint aquests canvis en la freqüència dels al·lels en una direcció o altra. La variació desapareix quan un al·lel assoleix el punt de fixació, quan o bé desapareix de la població o bé substitueix completament l'al·lel ancestral.
La variació prové de les mutacions en el material genètic, la migració entre poblacions (flux genètic), i el rearranjament de gens en la reproducció sexual. La variació també prové d'intercanvis de gens entre espècies diferents; per exemple, en la transferència horitzontal de gens en els bacteris i la hibridació en les plantes. Tot i la constant aparició de variacions per mitjà d'aquests processos, gran part del genoma d'una espècie és idèntic en tots els seus individus. Tanmateix, fins i tot els canvis relativament petits en el genotip poden provocar canvis dramàtics en el fenotip: els ximpanzés i els humans només es diferencien en un 5% del seu genoma.

### Mutació

Duplicació de part d'un cromosoma

La variació genètica s'origina amb mutacions a l'atzar que tenen lloc en els genomes dels organismes. Les mutacions són canvis en la seqüència d'ADN del genoma d'una cèl·lula, i són causades per la radioactivitat, els virus, els transposons i mutàgens, així com per errors que tenen lloc durant la meiosi o la replicació de l'ADN. Aquests mutàgens provoquen tipus diferents en les seqüències d'ADN; aquests canvis poden no tenir cap efecte, alterar el producte d'un gen o evitar que el gen funcioni. Els estudis en la mosca del vinagre suggereixen que si una mutació canvia la proteïna produïda per un gen, la mutació serà probablement nociva: aproximadament el 70% d'aquestes mutacions tenen efectes nocius, i la resta són o bé neutres o bé lleument beneficioses. A causa dels efectes nocius que les mutacions poden tenir sobre les cèl·lules, els organismes han desenvolupat mecanismes com ara la reparació d'ADN per eliminar les mutacions. Així doncs, el ritme de mutació òptim per a una espècie és un equilibri entre els costs associats amb un alt ritme de mutació, com ara mutacions deletèries, i les despeses metabòliques de mantenir sistemes per reduir el ritme de mutació, com ara enzims reparadors d'ADN. Algunes espècies, com ara els retrovirus, tenen un ritme de mutació tan alt que la majoria dels seus descendents tenen un gen mutant. Aquesta mutació tan ràpida pot servir perquè aquests virus puguin evolucionar ràpidament i constant, evitant d'aquesta manera les respostes del sistema immunitari humà.
Les mutacions poden implicar la duplicació de grans seccions d'ADN, cosa que és una font important de matèria primera per a l'evolució de nous gens, amb la duplicació de desenes i centenars de gens cada milió d'anys en els genomes animals. La majoria de gens pertanyen a grans famílies de gens de descendència comuna. Els gens nous són produïts de diverses maneres, habitualment per duplicació i mutació d'un gen ancestral, o recombinació de parts de gens diferents per formar noves combinacions amb noves funcions. Per exemple, l'ull humà utilitza quatre gens per crear estructures sensibles a la llum: tres per a la visió en color i un per a la visió nocturna; tots quatre provenen d'un mateix gen ancestral. Un avantatge de duplicar un gen (o fins i tot un genoma sencer) és que les funcions que s'encavalquen o que són redundants en diversos gens permeten la conservació d'al·lels que altrament serien nocius i, per tant, augmenten la diversitat genètica.
Els canvis en el nombre de cromosomes poden implicar mutacions encara més grans, en què hi ha segments de l'ADN dins dels cromosomes que es fragmenten i després rearrangen. Per exemple, dos cromosomes del gènere Homo es fusionaren per crear el cromosoma 2; aquesta fusió no tingué lloc en el llinatge de la resta de simis, que conserven aquests cromosomes separats. En l'evolució, el paper més important d'aquests rearranjaments cromosòmics pot ser l'acceleració de la divergència d'una població en una nova espècie, disminuint la probabilitat que les poblacions es creuin, i preservant així les diferències genètiques entre les poblacions.
Les seqüències d'ADN que es poden moure pel genoma, com ara els transposons, formen una part important del material genètic de les plantes i els animals, i podrien haver estat importants en l'evolució dels genomes. Per exemple, hi ha més d'un milió de còpies de la seqüència Alu en el genoma humà, i actualment aquestes seqüències serveixen per dur a terme funcions com ara la regulació de l'expressió gènica. Un altre efecte d'aquestes seqüències d'ADN mòbils és que, quan es mouen dins un genoma, poden fer mutar o eliminar gens existents i creen així diversitat genètica.

### Sexe i recombinació
En els organismes asexuals, els gens són heretats en conjunt, o «units», car no es poden mesclar amb els gens d'altres organismes durant la reproducció. Tanmateix, els descendents d'organismes sexuals contenen una barreja a l'atzar dels cromosomes dels seus pares, produïda per l'herència independent de caràcters. En el procés relacionat de recombinació genètica, els organismes sexuals també poden intercanviar ADN entre dos cromosomes compatibles. La recombinació i l'herència independent de caràcters no modifiquen la freqüència dels al·lels, però canvien les associacions d'uns al·lels amb altres i produeixen una descendència amb noves combinacions d'al·lels. Mentre que aquest procés augmenta la variació en la descendència d'un individu, la mescla genètica pot no tenir efecte, o pot augmentar o disminuir la variació genètica d'una població, depenent de com es distribueixen els al·lels en la població. Per exemple, si dos al·lels són distribuïts a l'atzar en una població, aleshores el sexe no tindrà cap efecte en la variació; tanmateix, si dos al·lels tendeixen a posar-se en parella, aleshores la barreja genètica compensarà aquesta distribució no aleatòria i, amb el pas del temps, els organismes de la població esdevindran més semblants entre si. L'efecte general del sexe en la variació natural roman incert, però investigacions recents suggereixen que el sexe sol augmentar la variació genètica, i que podria incrementar la velocitat d'evolució.
La recombinació permet fins i tot que al·lels que estiguin a prop l'un de l'altre en una cadena d'ADN siguin heretats independentment. Tanmateix, el ritme de recombinació és baix, car en els éssers humans, en una cadena d'ADN d'un milió de parells de bases hi ha una possibilitat entre cent que hi hagi recombinació, en cada generació. Com a resultat d'això, els gens que estiguin a prop en un cromosoma no sempre seran redistribuïts un lluny de l'altre, i el gens que estan a prop tendeixen a ser heretats junts. Aquesta tendència es mesura esbrinant amb quina freqüència es troben junts dos al·lels de gens diferents, que rep el nom de «desequilibri de lligament». Un conjunt d'al·lels que se sol heretar en grup rep el nom d'«haplotip».
La reproducció sexual contribueix a eliminar mutacions nocives i conservar-ne les beneficioses. Per consegüent, quan els al·lels no poden separar-se per recombinació (com en el cas del cromosoma Y dels mamífers, que passa intacte de pares a fills), aleshores s'acumulen mutacions. A més, la recombinació i l'herència independent poden produir individus amb combinacions noves i avantatjoses de gens. Aquests efectes positius queden contrarestats pel fet que aquest procés pot produir mutacions i separar combinacions beneficioses de gens.

### Genètica de poblacions
Des d'un punt de vista genètic, l'evolució és un canvi intergeneracional en la freqüència dels al·lels dins d'una població que comparteix un mateix patrimoni gènic. Una població és un grup d'individus de la mateixa espècie que comparteixen un àmbit geogràfic. Per exemple, totes les arnes d'una mateixa espècie que visquin en un bosc aïllat formen una població. Un gen determinat dins la població pot presentar diverses formes alternatives, que són les responsables de la variació entre els fenotips dels organismes. Un exemple en pot ser un gen de la coloració en les arnes que tingui dos al·lels: blanc i negre. El patrimoni gènic és el conjunt complet dels al·lels d'una població, de manera que cada al·lel apareix un nombre determinat de vegades en un patrimoni gènic. La fracció de gens del patrimoni gènic que són un al·lel determinat rep el nom de «freqüència al·lèlica». L'evolució té lloc quan hi ha canvis en la freqüència al·lèlica dins una població d'organismes que es reprodueixen entre si; per exemple, si l'al·lel del color negre esdevé més comú en una població d'arnes.
Per comprendre els mecanismes que fan que evolucioni una població, és útil conèixer les condicions necessàries perquè la població no evolucioni (reductio ad absurdum). El principi de Hardy-Weinberg determina que la freqüència dels al·lels (varietats d'un gen) d'una població prou gran romandrà constant únicament si les forces que hi actuen són el rearranjament aleatori d'al·lels durant la formació dels espermatozous i òvuls, i la combinació aleatòria dels al·lels d'aquestes cèl·lules sexuals durant la fertilització. Una població així es troba en un equilibri Hardy-Weinberg, no evoluciona. Tanmateix, l'absència de forces evolutives (mutació, selecció natural, selecció artificial, deriva genètica o migració) és improbable en condicions naturals, per la qual cosa l'equilibri només es pot comprovar en experiments de laboratori.

## Mecanismes
Hi ha tres mecanismes bàsics de canvi evolutiu: la selecció natural, la deriva genètica i el flux gènic. La selecció natural afavoreix els gens que milloren la capacitat de supervivència i reproducció. La deriva genètica és el canvi aleatori en la freqüència dels al·lels, provocat pel mostratge aleatori dels gens d'una generació durant la reproducció. El flux gènic és la transferència de gens dins d'una població o entre poblacions. La importància relativa de la selecció natural i la deriva genètica en una població varia depenent de la força de la selecció i de la mida poblacional efectiva, que és el nombre d'exemplars capaços de reproduir-se. La selecció natural sol predominar en poblacions grans, mentre que la deriva genètica predomina en les petites. El predomini de la deriva genètica en poblacions petites pot portar fins i tot a la fixació de mutacions lleument deletèries. Com a resultat d'això, els canvis en la mida d'una població poden influir significativament en el curs de l'evolució. Els colls d'ampolla de poblacions, en què la població disminueix temporalment i perd varietat genètica, resulten en una població més uniforme. Els colls d'ampolla també poden ser el resultat d'alteracions en el flux gènic, com ara una migració reduïda, l'expansió a nous hàbitats o una subdivisió de la població.

### Selecció natural

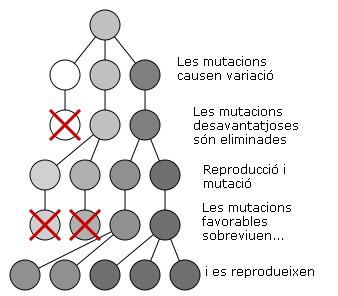
En aquest cas, la selecció natural actua sobre la població afavorint una coloració negra

La selecció natural és el procés pel qual les mutacions genètiques que milloren la capacitat reproductiva esdevenen i romanen més freqüents en generacions successives d'una població. Se la qualifica sovint de «mecanisme autoevident», car és la conseqüència necessària de tres fets simples:
- Dins les poblacions d'organismes hi ha variacions heretables.
- Els organismes produeixen més descendents dels que poden sobreviure.
- Aquests descendents tenen diferents capacitats de sobreviure i reproduir-se.

Aquestes condicions provoquen una competició entre els organismes per la supervivència i la reproducció. Per consegüent, els organismes amb caràcters que els donen un avantatge sobre els competidors transmeten aquests caràcters avantatjosos, mentre que els caràcters que no proporcionen cap avantatge no es transmeten a la generació següent.
El concepte central de la selecció natural és l'aptitud evolutiva d'un organisme. Es tracta de la mesura de la contribució genètica d'un organisme a la generació següent. Tanmateix, no és el mateix que el nombre total de descendents; l'aptitud mesura la proporció de generacions posteriors que porten els gens de l'organisme. Per consegüent, si un al·lel augmenta l'aptitud més que altres al·lels del mateix gen, amb cada generació l'al·lel esdevindrà més comú dins la població. Es diu que la selecció natural afavoreix aquests gens. Exemples de caràcters que poden augmentar l'aptitud són una millora de la supervivència o una major fecunditat. En canvi, la menor aptitud causada per un al·lel menys beneficiós o deleteri fa que l'al·lel esdevingui més rar perquè la selecció natural el desfavoreix. Cal remarcar que l'aptitud d'un al·lel no és una característica fixa; si l'ambient canvia, alguns caràcters que abans eren neutres o nocius poden esdevenir beneficiosos, i a l'inrevés.
La selecció natural dins una població d'un caràcter que pot variar dins un ventall de possibilitats, com ara l'alçada, es pot categoritzar en tres tipus diferents. El primer és la selecció direccional, que és un canvi en el valor mitjà d'un caràcter al llarg del temps, per exemple, quan uns organismes esdevenen gradualment més alts.
El segon és la selecció disruptiva, una selecció de valors extrems dels caràcters que sovint resulta en el fet que dos valors diferents esdevinguin més comuns, i la selecció desfavoreix el valor mitjà. Això implicaria que els organismes baixets o alts tindrien un avantatge, però els d'alçada mitjana no. Finalment, en la selecció estabilitzadora, la selecció desfavoreix els valors extrems en ambdues bandes de l'espectre, cosa que causa una reducció de la variància al voltant del valor mitjà. Això faria, per exemple, que els organismes esdevinguessin gradualment tots de la mateixa mida.
Un tipus especial de selecció natural és la sexual, que és la selecció a favor de qualsevol caràcter que augmenti l'èxit reproductiu fent augmentar l'atractiu d'un organisme davant de parelles potencials. Els caràcters que evolucionaren per selecció sexual són especialment prominents en els mascles d'alguna espècie, malgrat que hi hagi caràcters com ara banyes voluminoses, cants d'aparellament, o colors brillants que atrauen els depredadors, reduint les possibilitats de supervivència dels mascles individuals. Aquest desavantatge reproductiu es compensa per un major èxit reproductiu en els mascles que presenten aquests caràcters difícils de falsejar sexualment seleccionats.
Una àrea d'estudi actiu és la unitat de selecció; s'ha dit que la selecció natural actua en gens, cèl·lules, organismes individuals, grups d'organismes i fins i tot espècies. Cap d'aquests models no són mútuament exclusius, i la selecció pot actuar a múltiples nivells alhora. Per sota el nivell de l'individu, hi ha gens anomenats «transposons» que intenten replicar-se arreu del genoma. La selecció per sobre el nivell de l'individu, com ara la selecció de grup, pot permetre l'evolució de la cooperació, com s'explica més avall.

### Deriva genètica

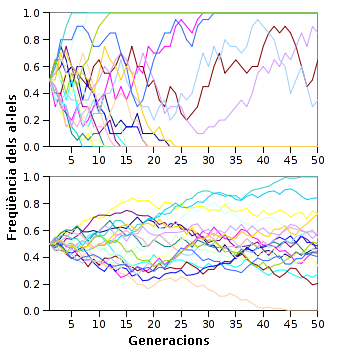
Simulació de la deriva genètica de vint al·lels no enllaçats en poblacions de 10 (a dalt) i de 100 (a baix) La deriva vers la fixació és més ràpida en la població petita

La deriva genètica és el canvi en la freqüència dels al·lels entre una generació i la següent, i es produeix perquè els al·lels de la descendència són una mostra aleatòria dels dels pares, i pel paper que juga l'atzar a l'hora de determinar si un exemplar determinat sobreviurà i es reproduirà. En termes matemàtics, els al·lels estan subjectes a errors de mostreig. Com a resultat d'això, quan les forces selectives estan absents o són relativament febles, la freqüència dels al·lels tendeix a «derivar» cap amunt o cap avall aleatòriament (en un passeig aleatori). Aquesta deriva s'atura quan un al·lel esdevé finalment fixat, és a dir, o bé desapareix de la població, o bé substitueix totalment la resta de gens. Així doncs, la deriva genètica pot eliminar alguns al·lels d'una població simplement a causa de l'atzar. Fins i tot en l'absència de forces selectives, la deriva genètica pot fer que dues poblacions separades que comencen amb la mateixa estructura genètica se separin en dues poblacions divergents amb un conjunt d'al·lels diferent.
El temps necessari perquè un al·lel quedi fixat per deriva genètica depèn de la mida de la població; la fixació té lloc més ràpid en poblacions més petites. La mesura precisa de les poblacions que és important en aquest cas s'anomena «mida poblacional efectiva» i fou definida per Sewall Wright com un nombre teòric d'exemplars reproductius que presentin el mateix grau observat de consanguinitat.
Tot i que la selecció natural és responsable de l'adaptació, la importància relativa de les dues forces, selecció natural i deriva genètica, com a impulsores del canvi evolutiu en general és actualment un camp de recerca en biologia evolutiva. Aquestes investigacions foren inspirades per la teoria neutralista de l'evolució molecular, que postula que la majoria de canvis evolutius són el resultat de la fixació de mutacions neutres, que no tenen efecte immediat sobre l'aptitud d'un organisme. Per tant, en aquest model, la majoria de canvis genètics en una població són el resultat d'una pressió de mutació constant i de deriva genètica.

### Flux gènic

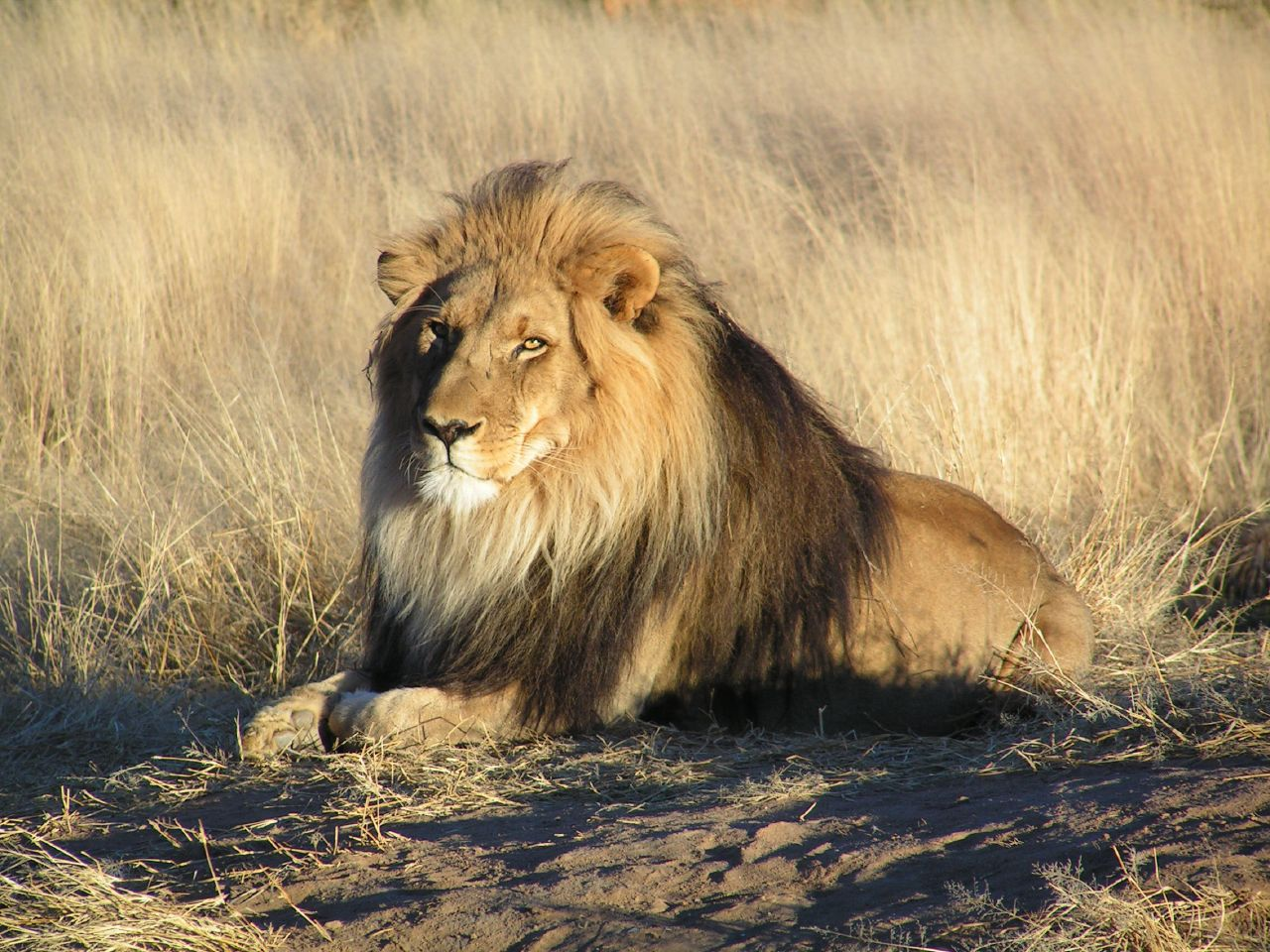
Els lleons mascles abandonen el grup on neixen i troben un nou grup per aparellar-se. Això resulta en un flux gènic entre els grups

El flux gènic és l'intercanvi de gens entre poblacions, que solen ser de la mateixa espècie. Exemples de flux gènic dins d'una espècie inclouen la migració i posterior reproducció d'organismes, o l'intercanvi de pol·len. La transferència de gens entre espècies diferents comprèn la formació d'organismes híbrids i la transferència horitzontal de gens.
La immigració o emigració d'una població pot canviar la freqüència dels al·lels, així com introduir variació genètica en la població. La immigració pot afegir nou material genètic al patrimoni gènic establert d'una població. De la mateixa manera, l'emigració en pot restar. Com que calen barreres que impedeixin la reproducció entre dues poblacions divergents per tal que esdevinguin espècies noves, el flux gènic pot alentir aquest procés, escampant les diferències genètiques entre les poblacions. El flux gènic és obstaculitzat per serralades, oceans i deserts, o fins i tot estructures construïdes pels humans com ara la Gran Muralla Xinesa, que ha obstaculitzat el flux de gens de les plantes.
Segons quant hagin divergit dues espècies des del seu avantpassat comú més recent, pot ser que siguin capaces de produir descendència, com en el cas dels cavalls i els ases, que produeixen mules quan s'aparellen. Aquests híbrids solen ser infèrtils, a causa del fet que els dos conjunts diferents de cromosomes no són capaços d'aparellar-se durant la meiosi. En aquest cas, les espècies properes poden creuar-se habitualment, però els híbrids són desfavorits i les espècies romanen distintes. Tanmateix, a vegades es formen híbrids viables, i aquestes espècies poden o bé tenir unes propietats intermèdies entre les de les espècies parents, o tenir un fenotip completament nou. La importància de la hibridació a l'hora de crear noves espècies d'animals és incerta, tot i que se n'han observat casos en molts tipus d'animals; Hyla versicolor n'és un exemple particularment ben estudiat.
Tanmateix, la hibridació és un mode important d'especiació en les plantes, car la poliploïdia (el fet de tenir més de dues còpies de cada cromosoma) és més tolerada en les plantes que en els animals. La poliploïdia és important en els híbrids car els permet reproduir-se; els dos conjunts diferents de cromosomes són capaços d'aparellar-se amb una parella idèntica durant la meiosi. Els poliploides també tenen més diversitat genètica, cosa que els permet evitar la depressió endogàmica en les poblacions petites.
La transferència horitzontal de gens és la transferència de material genètic d'un organisme a un altre que no n'és descendent; això és especialment habitual entre els bacteris. En medicina, això contribueix a la dispersió de la resistència als antibiòtics, car quan un bacteri adquireix gens resistents pot transmetre'ls ràpidament a altres espècies. És possible que també hi hagi hagut transferència horitzontal de gens entre bacteris i eucariotes, com ara el llevat Saccharomyces cerevisiae o el coleòpter Callosobruchus chinensis. Un exemple de transferència a gran escala són els rotífers bdel·loïdeus, que semblen haver rebut una varietat de gens d'eubacteris, fongs i plantes. Els virus també poden dur ADN d'un organisme a l'altre i permeten la transferència de gens fins i tot entre dominis biològics. També tingué lloc una transferència de gens a gran escala entre els avantpassats de les cèl·lules eucariotes i les procariotes, amb el resultat que els eucariotes adquiriren cloroplasts i mitocondris.

## Resultats
L'evolució influencia tots i cadascun dels aspectes de la forma i el comportament dels organismes. Els més prominents són les adaptacions específiques comportamentals i físiques que resulten de la selecció natural. Aquestes adaptacions augmenten l'aptitud i ajuden a trobar aliment, evitar els depredadors o atreure una parella. Els organismes també poden respondre a la selecció cooperant els uns amb els altres, habitualment ajudant els seus parents o mantenint una simbiosi mútuament beneficiosa. A llarg termini, l'evolució forma noves espècies separant poblacions ancestrals d'organismes en nous grups que no poden o no volen aparellar-se.
Aquests resultats de l'evolució es divideixen a vegades en macroevolució, que és l'evolució que té lloc a nivell d'espècie o un nivell superior, com ara l'extinció o l'especiació, i microevolució, que són els canvis evolutius més petits, com ara les adaptacions, dins d'una espècie o població. En general, la macroevolució es considera el resultat de llargs períodes de microevolució. Així doncs, la distinció entre microevolució i macroevolució no és fonamental; l'única diferència és el temps que cal. Tanmateix, en la macroevolució, els caràcters de l'espècie sencera poden ser importants. Per exemple, una gran quantitat de variació entre els individus permet a una espècie adaptar-se ràpidament a nous hàbitats, disminuint les possibilitats que s'extingeixi, mentre que una distribució geogràfica extensa augmenta les possibilitats d'especiació i fa que sigui més probable que quedi aïllada part de la població. En aquest sentit, la microevolució i la macroevolució poden implicar una selecció a diferents nivells: la microevolució actua sobre els gens i els organismes, mentre que la macroevolució actua sobre espècies senceres i afecta el ritme d'especiació i extinció.
Un error comú és creure que l'evolució és «progressiva», però la selecció natural no té cap objectiu a llarg termini i no produeix necessàriament una major complexitat. Tot i que han evolucionat espècies complexes, això és un efecte col·lateral de l'augment del nombre total d'organismes, i les formes de vida simple continuen sent més abundants. Per exemple, la immensa majoria d'espècies són procariotes microscòpics, que formen aproximadament la meitat de la biomassa del món malgrat la seva petitesa, i constitueixen la gran majoria de la biodiversitat de la Terra. Així doncs, els organismes simples han estat la forma de vida dominant a la Terra durant tota la seva història, i continuen sent-ho avui en dia, mentre que la vida complexa només sembla més diversa perquè és més fàcil de veure.

### Adaptació
Les adaptacions són estructures o comportaments que milloren una funció específica, fent que els organismes esdevinguin més hàbils a l'hora de sobreviure i reproduir-se. Es formen amb una combinació de la producció contínua de petits canvis aleatoris en els caràcters, i la selecció natural de les variants més ben adaptades al seu ambient. Aquest procés pot causar o bé l'aparició d'un nou caràcter o bé la pèrdua d'un caràcter ancestral. Un exemple que mostra ambdós tipus de canvi és l'adaptació dels eubacteris a la selecció antibiòtica, quan els canvis genètics provoquen una resistència als antibiòtics modificant l'objectiu del medicament o augmentant l'activitat de transportadors que expulsen el medicament de la cèl·lula. Altres exemples sorprenents en són l'eubacteri Escherichia coli, que desenvolupà la capacitat d'utilitzar l'àcid cítric com a nutrient en un experiment de laboratori a llarg termini, o Flavobacterium, que desenvolupà un enzim nou que li permet créixer a partir dels subproductes de la manufactura de niló.
Tanmateix, molts caràcters que semblen simples adaptacions són en realitat exaptacions: estructures originàriament adaptades per a una funció, però que per casualitat esdevenen útils per a alguna altra. N'és un exemple la sargantana africana Holaspis guentheri, que desenvolupà un cap extremament pla per amagar-se dins d'esquerdes, com es pot veure en els seus parents propers. Tanmateix, en aquesta espècie, el cap ha esdevingut tan pla que ajuda l'animal a planar d'un arbre a l'altre – és una exaptació. Una altra exaptació és el recrutament d'enzims de la glicòlisi i el metabolisme dels xenobiòtics perquè serveixin de proteïnes estructurals anomenades «cristal·lines» a les lents dels ulls dels organismes.

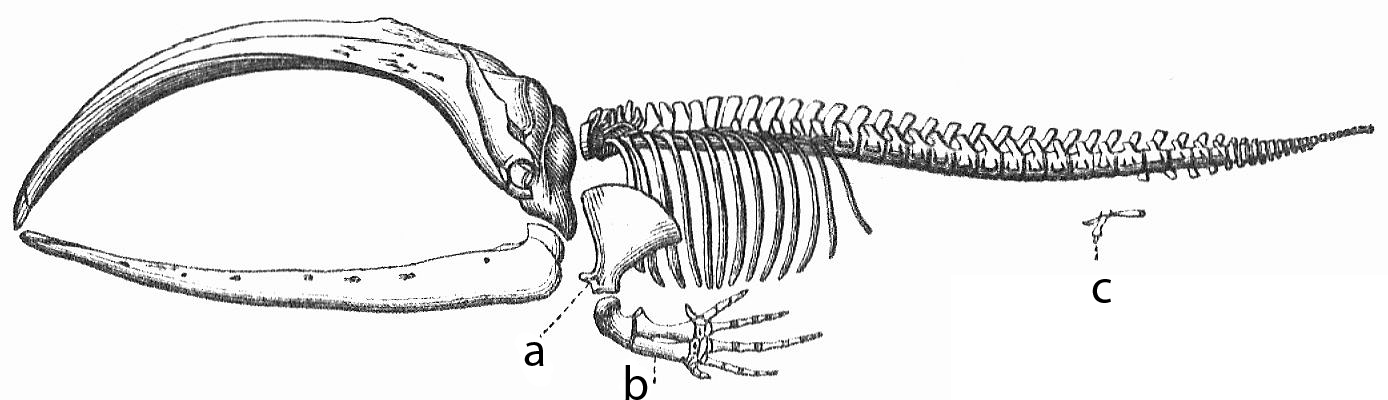
Un esquelet de misticet; a i b assenyalen els ossos de les aletes, que s'adaptaren a partir dels ossos de les potes posteriors d'ancestres terrestres, mentre que c assenyala els ossos de les potes vestigials

Com que les adaptacions tenen lloc per la modificació gradual d'estructures existents, estructures amb una organització interna semblant poden tenir funcions molt diferents en organismes interrelacionats. Això és el resultat de l'adaptació d'una mateixa estructura ancestral per funcionar de maneres diferents. Els ossos de les ales dels ratpenats, per exemple, tenen una estructura similar a la de les mans humanes i les aletes de les foques, car aquests caràcters descendeixen tots del d'un avantpassat que també tenia cinc dits a la punta de cada pota anterior. Altres caràcters anatòmics idiosincràtics, com ara els ossos del canell del panda gegant, que formen un fals «polze», indiquen que el llinatge evolutiu d'un organisme pot posar límit a les adaptacions possibles.
Durant l'adaptació, algunes estructures poden perdre la funció original i esdevenir estructures vestigials. Aquestes estructures poden tenir poca o nul·la utilitat en una espècie actual, però tenen una funció clara en les espècies ancestrals, o altres espècies molt properes. En són exemples els pseudogens, les restes no funcionals d'ulls en peixos cavernícoles cecs, les ales dels ocells no voladors, i la presència d'os coxal en els cetacis i les serps. Exemples d'estructures vestigials en els humans inclouen el queixal del seny, el còccix i l'apèndix.
Un camp d'investigació actual en biologia evolutiva del desenvolupament és la base del desenvolupament de les adaptacions i exaptacions. Aquesta recerca esbrina l'origen del desenvolupament embrionari i com les modificacions del desenvolupament i els processos de desenvolupament formen nous caràcters. Aquests estudis han demostrat que l'evolució pot alterar el desenvolupament per crear noves estructures, com ara les estructures òssies embrionàries que es transformen en la mandíbula en altres animals però que en els mamífers formen part de l'orella mitjana. També és possible que estructures que s'hagin perdut amb l'evolució puguin reaparèixer a causa de canvis en gens del desenvolupament, com ara les mutacions en les gallines que fan que els surtin dents semblants a les dels cocodrils. S'està fent evident que la majoria d'alteracions morfològiques dels organismes es deuen a canvis en el nivell i la temporalització d'un petit conjunt de gens conservats.

### Coevolució
La interacció entre organismes pot produir conflicte o cooperació. Quan interaccionen dues espècies diferents, com ara un patogen i un hoste, o un depredador i la seva presa, les espècies poden desenvolupar conjunts d'adaptacions complementaris. En aquest cas, l'evolució d'una espècie provoca adaptacions en l'altra. Al seu torn, aquests canvis en la segona espècie provoquen adaptacions en la primera. Aquest cicle de selecció i resposta rep el nom de «coevolució». Un exemple és la producció de tetrodotoxina del tritó d'Oregon i l'evolució d'una resistència a aquesta toxina en el seu depredador, la serp de garrotera. En aquesta parella depredador-presa, la cursa armamentista evolutiva ha produït nivells alts de toxina en el tritó, i els corresponents nivells alts de resistència en la serp.

### Cooperació
Tanmateix, no totes les interaccions entre espècies impliquen conficte. Han evolucionat molts tipus d'interaccions mútuament beneficioses. Per exemple, hi ha una cooperació extrema entre les plantes i els fongs micorizals que creixen a les seves arrels i que ajuden la planta a absorbir nutrients del sòl. Aquesta és una relació recíproca, car les plantes proporcionen als fongs sucres de la fotosíntesi. En aquest cas, els fongs creixen dins les cèl·lules vegetals, cosa que els permet intercanviar nutrients amb el seu hoste, tot emetent senyals que inhibeixen el sistema immunitari de la planta.
També han evolucionat col·laboracions entre organismes de la mateixa espècie. N'és un cas extrem l'eusocialitat que s'observa en els insectes socials, com ara abelles, tèrmits i formigues, en què insectes estèrils alimenten i protegeixen el nombre reduït de membres de la colònia que són capaços de reproduir-se. A una escala encara més petita, les cèl·lules somàtiques que formen el cos d'un animal limiten la seva reproducció per mantenir un organisme estable, que després ajuda un nombre reduït de cèl·lules germinals de l'animal per produir descendents. En aquest cas, les cèl·lules somàtiques responen a senyals específics que les inciten o bé a créixer o bé a suïcidar-se. Si les cèl·lules ignoren aquests senyals i intenten créixer de manera inapropiada, el seu creixement descontrolat causa càncer.
Es creu que aquests exemples de cooperació dins d'una mateixa espècie evolucionaren pel procés de selecció de parentesc, en què un organisme contribueix a criar la descendència d'un parent seu. La selecció afavoreix aquesta activitat perquè si l'individu «ajudant» conté al·lels que promoguin aquesta activitat d'ajut, és probable que el seu parent també contingui aquests al·lels i que, per tant, siguin transmesos. Altres processos que poden promoure la cooperació inclouen la selecció de grup, en què la cooperació proporciona beneficis a un grup d'organismes.

### Especiació

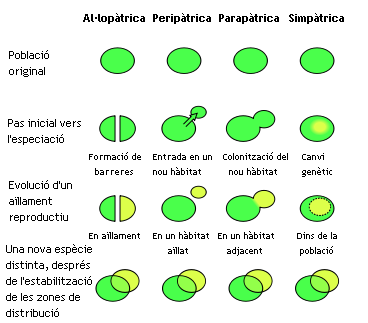
Les quatre modalitats d'especiació

L'especiació és el procés pel qual una espècie divergeix en dues o més espècies descendents. Ha estat observada en múltiples ocasions tant en condicions de laboratori controlades com en la natura. En els organismes que es reprodueixen sexualment, l'especiació és el resultat d'un aïllament reproductiu seguit d'una divergència genealògica. Hi ha quatre modalitats d'especiació. La més habitual en els animals és l'especiació al·lopàtrica, que té lloc en poblacions que inicialment estan geogràficament aïllades, com en el cas de la fragmentació d'hàbitat o les migracions. En aquestes condicions, la selecció pot causar canvis molt ràpids en l'aparença i el comportament dels organismes. Com que la selecció i la deriva actuen de manera independent en poblacions aïllades de la resta de la seva espècie, la separació pot crear finalment organismes que no es poden reproduir entre si.
La segona modalitat d'especiació és la peripàtrica, que ocorre quan poblacions petites d'organismes queden aïllades en un nou medi. Es diferencia de l'especiació al·lopàtrica en el fet que les poblacions aïllades són molt més petites que la població mare. Aquí, l'efecte fundador causa una especiació ràpida per mitjà d'una ràpida deriva genètica i una selecció en un patrimoni gènic petit.
La tercera modalitat d'especiació és la parapàtrica. S'assembla a la peripàtrica perquè una petita població colonitza un nou hàbitat, però se'n diferencia en el fet que no hi ha cap separació física entre les dues poblacions. En canvi, la població és el resultat de l'evolució de mecanismes que redueixen el flux gènic entre ambdues poblacions. Generalment, això té lloc quan hi ha hagut un canvi dràstic en el medi dins l'hàbitat de l'espècie mare. N'és un exemple l'herba Anthoxanthum odoratum, que pot sofrir una especiació parapàtrica en resposta a contaminació metàl·lica localitzada provinent de mines. En aquest cas, evolucionen amb una resistència a nivells alts de metalls al sòl. La selecció que desfavoreix els encreuaments amb l'espècie mare, sensible als metalls, produeix un canvi en l'època de floració de les plantes resistents als metalls i en causa un aïllament reproductiu. La selecció en contra d'híbrids entre les dues poblacions pot causar reforç, que és l'evolució de caràcters que promouen la reproducció dins l'espècie, així com un desplaçament de caràcter, que és quan dues espècies esdevenen més diferents en aparença.

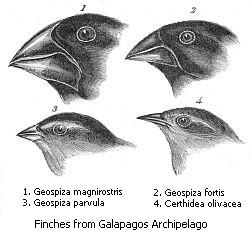
L'aïllament geogràfic dels pinsans de les illes Galápagos produí més d'una dotzena d'espècies

Finalment, en l'especiació simpàtrica, les espècies divergeixen sense que hi hagi aïllament geogràfic o canvis en l'hàbitat. Aquesta modalitat és rara, car fins i tot una petita quantitat de flux gènic pot eliminar les diferències genètiques entre parts d'una població. En general, en els animals, l'especiació simpàtrica requereix l'evolució de diferències genètiques i un aparellament no aleatori, per tal que pugui evolucionar un aïllament reproductiu.
Un tipus d'especiació simpàtrica és l'encreuament de dues espècies relacionades per produir una nova espècie híbrida. Això no és habitual en els animals, car els híbrids animals solen ser estèrils, car durant la meiosi els cromosomes homòlegs de cada pare, sent d'espècies diferents, no poden aparellar-se amb èxit. És més habitual en les plantes, car les plantes sovint doblen el nombre de cromosomes per formar poliploides. Això permet als cromosomes de cada espècie parental formar una parella complementària durant la meiosi, car els cromosomes de cada pare ja són representats per una parella. Un exemple d'aquest tipus d'especiació és quan les espècies vegetals Arabidopsis thaliana i Arabidopsis arenosa s'encreuaren per produir la nova espècie Arabidopsis suecica. Això tingué lloc fa aproximadament 20.000 anys, i el procés d'especiació ha estat repetit al laboratori, cosa que permet estudiar els mecanismes genètics implicats en aquest procés. De fet, el doblament de cromosomes dins d'una espècie pot ser una causa habitual d'aïllament reproductiu, car la meitat dels cromosomes doblats quedaran sense parella quan s'aparellin amb organismes no doblats.
L'especiació és important en la teoria de l'equilibri puntuat, que explica el patró observat en el registre fòssil de curtes "explosions" evolutives disperses entre períodes relativament llargs d'estasi, durant els quals les espècies romanen relativament immutades. En aquesta teoria, l'especiació i l'evolució ràpida estan relacionades, i la selecció natural i la deriva genètica actuen amb força sobre els organismes que sofreixen una especiació en hàbitats nous o petites poblacions. Com a resultat d'això, els períodes d'estasi del registre fòssil corresponen a la població mare, i els organismes que sofreixen especiació i evolució ràpida es troben en poblacions petites o hàbitats geogràficament restringits, de manera que rarament queden preservats en forma de fòssils.

### Extinció

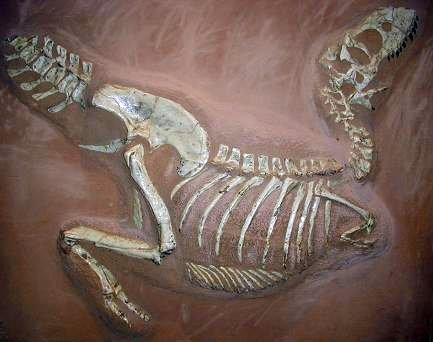
Fòssil de tarbosaure. Els dinosaures no aviaris s'extingiren durant l'extinció K-Pg a finals del període Cretaci

L'extincio és la desaparició d'una espècie sencera. No és un esdeveniment inusual, car apareixen sovint espècies per especiació, i desapareixen per extinció. De fet, la pràctica totalitat d'espècies animals i vegetals que han viscut a la Terra estan actualment extintes, i sembla que l'extinció és el destí final de totes les espècies. Aquestes extincions han tingut lloc contínuament durant la història de la vida, tot i que el ritme d'extinció augmenta dràsticament en els ocasionals esdeveniments d'extinció. L'extinció del Cretaci-Paleogen, durant la qual s'extingiren els dinosaures, és la més coneguda, però l'anterior extinció permiana fou encara més severa i causà l'extinció de gairebé el 96% de les espècies. L'extinció de l'Holocè és una extinció en massa que encara dura i que està associada a l'expansió de la humanitat pel globus terrestre al llarg dels últims mil·lennis. El ritme d'extinció actual és 100-1.000 vegades més alt que el ritme mitjà, i fins a un 30% de les espècies poden estar extintes a mitjans del segle xxi. Les activitats humanes són actualment la causa principal d'aquesta extinció que encara continua; és possible que l'escalfament global l'acceleri encara més en el futur.
El paper que juga l'extinció en l'evolució depèn del tipus d'extinció. Les causes de les contínues extincions de "baix nivell", que formen la majoria d'extincions, no estan ben compreses i podrien ser el resultat de la competència entre espècies per recursos limitats (exclusió competitiva). Si la competència d'altres espècies altera la probabilitat que s'extingeixi una espècie, això podria situar la selecció d'espècies com un nivell de la selecció natural. Les extincions massives intermitents també són importants, però en lloc d'actuar com a força selectiva, redueixen dràsticament la diversitat de manera indiscriminada i promouen explosions de ràpida evolució i especiació en els supervivents.

## Història evolutiva de la vida

### Origen de la vida
L'origen de la vida és un precursor necessari de l'evolució biològica, però comprendre que l'evolució començà un cop havien aparegut els organismes, i investigar com es produeix, no depèn de comprendre exactament com començà la vida. El consens científic actual és que la complexa bioquímica que forma la vida provingué de reaccions químiques més senzilles, però és incert com es produí això. No hi ha gaire cosa certa sobre els primers passos de la vida, l'estructura dels primers organismes, o la identitat i naturalesa de qualsevol últim avantpassat comú universal o patrimoni gènic ancestral. Per tant, no hi ha cap consens científic sobre com començà la vida, però algunes teories inclouen molècules autoreplicants com ara l'ARN, i l'assemblatge de cèl·lules senzilles.

### Descendència comuna

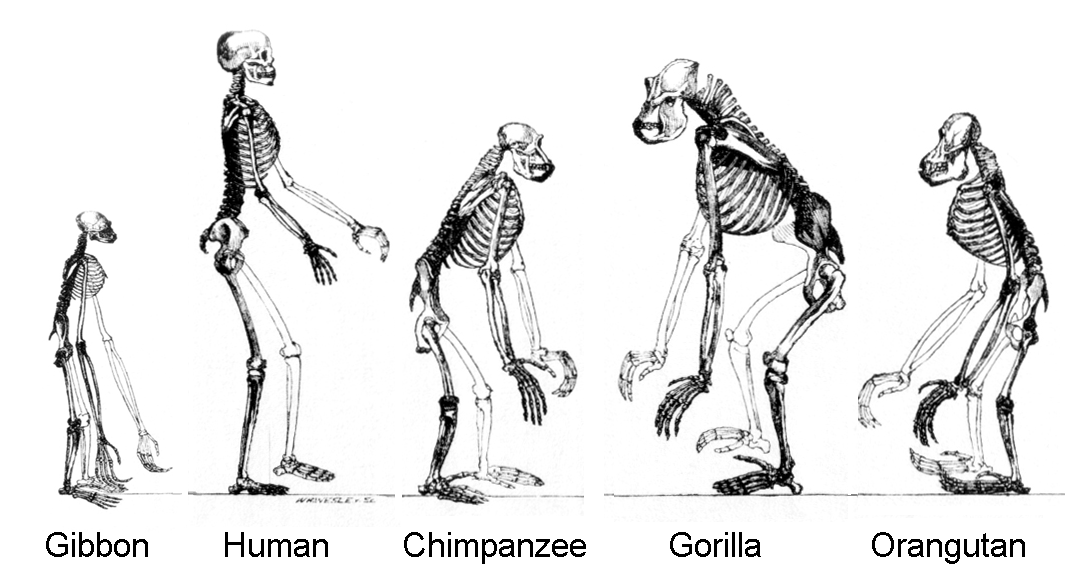
Els hominoïdeus són els descendents d'un avantpassat comú

Tots els organismes de la Terra descendeixen d'un avantpassat comú o un mateix patrimoni gènic ancestral. Les espècies actuals són una etapa del procés evolutiu, i la seva diversitat és el producte d'una llarga sèrie d'esdeveniments d'especiació i extinció. La descendència comuna dels organismes fou deduïda a partir de quatre fets simples sobre els organismes. Primer, tenen distribucions geogràfiques que no es poden explicar per adaptació local. Segon, la diversitat de la vida no és un conjunt d'organismes completament únics, sinó d'organismes que comparteixen semblances morfològiques. Tercer, els caràcters vestigials mancats de funció evident s'assemblen a caràcters ancestrals funcionals. Finalment, els organismes poden ser classificats en una jerarquia de grups encabits un dins de l'altre segons les seves semblances.
Les espècies del passat també han deixat un registre de la seva història evolutiva. Els fòssils, juntament amb l'anatomia comparada dels organismes actuals, constitueixen el registre morfològic o anatòmic. Comparant l'anatomia de les espècies actuals i les extintes, els paleontòlegs poden inferir-ne el llinatge. Tanmateix, aquest mètode és més adient per a organismes que tenen parts corporals dures, com ara closques, dents o ossos. A més, com que els procariotes com ara els eubacteris i els arqueus comparteixen un conjunt limitat de morfologies comunes, els seus fòssils no ofereixen informació de la seva ascendència.
L'estudi de les semblances bioquímiques entre organismes ha proporcionat proves de descendència comuna. Per exemple, totes les cèl·lules vivents utilitzen el mateix conjunt bàsic de nucleòtids i aminoàcids. El desenvolupament de la genètica molecular ha revelat el registre evolutiu que queda en el genoma dels organismes; i ha datat quan divergiren les espècies pel rellotge molecular produït per les mutacions. Per exemple, aquestes comparacions de seqüències genètiques han revelat la gran semblança genètica entre els humans i els ximpanzés i han aclarit quan existí l'avantpassat comú d'aquestes espècies.

### Evolució de la vida

Un arbre evolutiu que mostra la divergència de les espècies modernes del seu avantpassat comú situat al centre. Els tres dominis estan acolorits de blau (eubacteris), verd (arqueus) i vermell (eucariotes)

Malgrat la incertesa sobre com començà la vida, queda clar que els procariotes foren els primers organismes a habitar la Terra, fa aproximadament 3.000-4.000 milions d'anys. No hi hagué canvis evidents en la morfologia o organització cel·lular en aquests organismes al llarg dels següents milers de milions d'anys.
Els eucariotes foren la següent gran innovació en l'evolució. Es formaren quan els bacteris ancestrals foren engolits pels avantpassats de les cèl·lules eucariotes, en una associació cooperativa anomenada «endosimbiosi». Aleshores, els bacteris engolits i la cèl·lula hoste patiren una coevolució, i els bacteris evolucionaren o bé a mitocondris o bé a hidrogenosomes. Un segon engoliment, aquest cop d'organismes semblants als cianobacteris, conduí a la formació dels cloroplasts de les algues i les plantes. No se sap exactament quan aparegueren les primeres cèl·lules eucariotes, tot i que degué ser entre fa 2.700 i fa 1.600 milions d'anys.
La història de la vida fou dominada pels eucariotes unicel·lulars, els eubacteris i els arqueus fins fa aproximadament 610 milions d'anys, quan començaren a aparèixer organismes pluricel·lulars als oceans durant el període Ediacarià. L'evolució de la pluricel·lularitat tingué lloc en múltiples esdeveniments independents, en organismes tan diversos com les esponges, les algues marrons, els cianobacteris, els mixomicets i els mixobacteris.
Poc després de l'aparició d'aquests primers organismes pluricel·lulars, aparegué una notable quantitat de diversitat biològica al llarg d'aproximadament deu milions d'anys, en un esdeveniment anomenat «explosió cambriana». Aquí aparegueren la majoria de tipus d'animals moderns en el registre fòssil, així com llinatges únics que posteriorment s'extingiren. S'han proposat diversos desencadenants de l'explosió cambriana, incloent-hi l'acumulació a l'atmosfera d'oxigen de la fotosíntesi. Fa aproximadament 500 milions d'anys, les plantes i els fongs colonitzaren la terra, i aviat foren seguits pels artròpodes i altres animals. Els amfibis aparegueren per primer cop fa uns 300 milions d'anys, seguits pels primers amniotes. Després vingueren els mamífers fa uns 200 milions d'anys i els ocells fa uns 100 milions d'anys (ambdós a partir de llinatges "reptiliomorfs"). Tanmateix, i malgrat l'evolució d'aquests animals grossos, els organismes més petits, similars als tipus que evolucionaren aviat, continuen tenint molt d'èxit i dominant la terra; gran part de la biomassa i de les espècies són procariotes.

## Història del pensament evolucionista

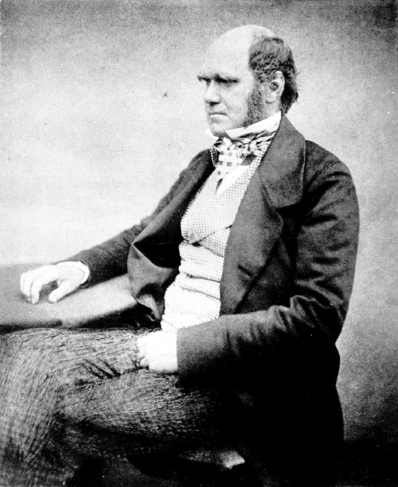
Charles Darwin a l'edat de 51 anys, just després de publicar L'origen de les espècies

Idees evolucionistes com ara la descendència comuna i la transmutació de les espècies han existit com a mínim des del segle vi aC, quan foren tractades pel filòsof grec Anaximandre. Altres que consideraren aquestes idees foren el filòsof grec Empèdocles, el filòsof poeta romà Lucreci, el biòleg àrab Al-Jahiz, el filòsof persa Ibn Miskawayh, els Germans de la Puresa, i el filòsof oriental Zhuangzi. A mesura que creixia el coneixement biològic al segle xviii, alguns filòsofs naturalistes com ara Pierre Maupertuis (1745) i Erasmus Darwin (1796) exposaren idees evolucionistes. Les idees del biòleg Jean-Baptiste Lamarck sobre la transmutació de les espècies tingueren una gran influència. Charles Darwin formulà la seva idea de la selecció natural el 1838 i encara estava desenvolupant la seva teoria el 1858 quan Alfred Russel Wallace li n'envià una de similar, i ambdues foren presentades a la Societat Linneana en documents separats. A finals del 1859, l'obra de Darwin L'origen de les espècies explicà la selecció natural en detall i presentà proves que conduïren a una acceptació cada cop més gran de l'existència de l'evolució.
El debat sobre els mecanismes de l'evolució continuaren, i Darwin no pogué explicar l'origen de les variacions heretables sobre les quals opera la selecció natural. Com Lamarck, pensava que els pares transmetien les adaptacions adquirides al llarg de la vida, una teoria que posteriorment fou denominada «lamarckisme». A la dècada del 1880, els experiments d'August Weismann indicaren que els canvis per ús i desús no eren heretables, i el lamarckisme perdé gradualment acceptació. Encara més important, Darwin no podia explicar com es transmetien els caràcters d'una generació a la següent. El 1865, Gregor Mendel descobrí que els caràcters s'heretaven de manera previsible. Quan el treball de Mendel fou redescobert el 1900, els desacords sobre el ritme de l'evolució predit pels primers genetistes i biometristes provocà un trencament entre els models mendelià i darwinià de l'evolució.
Aquest trencament fou reconciliat a la dècada de 1930 per biòlegs com ara Ronald Fisher. El resultat final fou una combinació de l'evolució per selecció natural i les lleis de Mendel, la síntesi evolutiva moderna. A la dècada del 1940, la identificació de l'ADN com a material genètic per Oswald Avery i col·laboradors i la posterior publicació de l'estructura de l'ADN per James Watson i Francis Crick el 1953 demostrà les bases físiques de l'heretabilitat. Des d'aleshores, la genètica i la biologia molecular han esdevingut parts centrals de la biologia evolutiva i han revolucionat el camp de la filogènia.
Al principi de la seva història, la biologia evolutiva atreia principalment científics de disciplines tradicionalment orientades a la taxonomia, el coneixement especialitzat dels quals sobre organismes particulars responia a interrogants generals de l'evolució. A mesura que la biologia evolutiva creixia com a disciplina acadèmica, especialment després del desenvolupament de la síntesi evolutiva moderna, començà a atreure més científics de les ciències biològiques. Actualment, l'estudi de la biologia evolutiva concerneix científics de camps tan diversos com ara la bioquímica, l'ecologia, la genètica i la fisiologia, i els conceptes evolutius són utilitzats en disciplines encara més allunyades com ara la psicologia, la medicina, la filosofia i la informàtica.

## Resposta social i cultural

A mesura que el darwinisme aconseguia una àmplia acceptació a la dècada del 1870, es feren caricatures de Charles Darwin amb un cos de simi o mico per simbolitzar l'evolució

Al segle xix, especialment després de la publicació de L'origen de les espècies, la idea que la vida havia evolucionat fou un tema d'intens debat acadèmic centrat en les implicacions filosòfiques, socials i religioses de l'evolució. Avui en dia, el fet que els organismes evolucionen és indiscutible en la bibliografia científica i la síntesi evolutiva moderna té una àmplia acceptació entre els científics. Tanmateix, l'evolució encara és un concepte controvertit per a alguns grups religiosos.
Mentre que moltes religions i grups religiosos han reconciliat les seves creences amb l'evolució per mitjà de diversos conceptes d'evolució teista, hi ha molts creacionistes que creuen que l'evolució es contradiu amb el mite de creació de la seva religió. Com Darwin reconegué ben aviat, l'aspecte més controvertit de la biologia evolutiva són les seves implicacions respecte a l'origen dels éssers humans. En alguns estats (especialment els Estats Units), aquesta tensió entre la ciència i la religió ha alimentat la controvèrsia creació-evolució, un conflicte religiós que encara dura centrat en la política i l'educació pública. Mentre que altres camps de la ciència com ara la cosmologia i les ciències de la Terra també es contradiuen amb interpretacions literals de molts textos religiosos, la biologia evolutiva es troba amb una oposició significativament més gran de molts creients religiosos.
L'evolució ha estat utilitzada per donar suport a posicions filosòfiques que promouen la discriminació i el racisme. Per exemple, les idees eugenèsiques de Francis Galton foren desenvolupades per argumentar que el patrimoni gènic humà hauria de ser millorat amb polítiques de cria selectiva, incloent-hi incentius perquè es reprodueixin els que són considerats amb "bons gens", i l'esterilització forçosa, proves prenatals, contracepció, i fins i tot la matança dels considerats amb "mals gens". Un altre exemple d'una extensió de la teoria de l'evolució que actualment és considerada infundada és el darwinisme social, un terme referit a la teoria malthusianista del partit Whig, desenvolupada per Herbert Spencer en idees sobre "supervivència del més apte" en el comerç i en les societats humanes en general, i per altres en afirmacions que la desigualtat social, el racisme i l'imperialisme estaven justificats. Tanmateix, els científics i filòsofs contemporanis consideren que aquestes idees ni es troben implícites en la teoria evolutiva ni estan recolzades per la informació disponible. Les idees de Darwin varen ser aplicades també a l'estudi de la literatura per Ferdinand Brunetière.

## Usos
Un dels usos tecnològics principals de l'evolució és la selecció artificial, que és la selecció en la qual intervé l'ésser humà i la qual sol ser força més ràpida que la selecció natural. Els humans l'han utilitzat des de fa mil·lennis en la domesticació de plantes i animals. Més recentment, aquesta selecció ha esdevingut una part vital de l'enginyeria genètica, amb l'ús en la biologia molecular de marcadors seleccionables, com ara els gens de resistència als antibiòtics, per manipular l'ADN.
Com que l'evolució pot produir processos i xarxes altament optimitzats, té molts usos en informàtica. Les simulacions de l'evolució utilitzant algorismes evolutius i vida artificial començaren amb el treball de Nils Aall Barricelli a la dècada del 1960, i foren explorades per Alex Frase, que publicà una sèrie de documents sobre la simulació de la selecció artificial. L'evolució artificial esdevingué un mètode d'optimització amb un ampli reconeixement com a resultat del treball d'Ingo Rechenberg a la dècada del 1960 i principis de la del 1970, utilitzant estratègies evolutives per resoldre complexos problemes d'enginyeria. Els algorismes genètics en particular esdevingueren populars gràcies al treball de John Holland. A mesura que augmentava l'interès acadèmic, l'augment dramàtic de la potència dels ordinadors feu possible usos pràctics, com ara l'evolució automàtica de programes d'ordinador. Actualment s'utilitzen algorismes evolutius per resoldre problemes multidimensionals de manera més eficient que el programari desenvolupat per dissenyadors humans, i també per optimitzar el disseny de sistemes.